# Lieven Annemans
Lieven Annemans is gewoon hoogleraar gezondheidseconomie, verbonden aan de faculteit geneeskunde en gezondheidswetenschappen aan de Universiteit Gent. Hij is ook schrijver en krijgt een stem in de Vlaamse media.

## Biografie
Annemans studeerde en doctoreerde aan de Vrije Universiteit Brussel. In de jaren 1980 en '90 werd hij licentiaat Lichamelijke Opvoeding, licentiaat Bedrijfskunde, handelsingenieur en doctor in de Toegepaste Economische Wetenschappen, met specialisatie in Gezondheidseconomie. 
Tussen 2000 en 2003 was hij kabinetsmedewerker bij de minister van sociale zaken Frank Vandenbroucke. In 2002 werd hij voorzitter van de Vlaamse gezondheidsraad (en bleef dat tot 2009). In 2004 werd hij voorzitter van de Internationale vereniging voor Farmaco-economie (ISPOR). 
In 2013 werd hij titularis van de Francqui-Leerstoel (en in 2017 nogmaals). Sinds 2015 doet hij onderzoek naar het Geluk der Belgen, via het UGent-NN Nationaal Geluksonderzoek, en staat daarom ook bekend als de geluksprofessor.
Eind augustus 2020 werd hij opgenomen in de expertengroep die de nationale gezondheidsraad adviseert over de aanpak van de coronacrisis in België. Twee maanden later stapte hij op. In het najaar van 2021 kwam hij aan bod in de zesde aflevering van Tegenwind, een documentairereeks met enkele mensen met een 'afwijkende mening'.

## Publicaties
Naast een driehonderdtal wetenschappelijke publicaties schreef hij ook boeken voor het grote publiek.
- 2008: Health economics for non economists
- 2014: De prijs van uw gezondheid – is onze gezondheidszorg in gevaar?
- 2016: Je geld of je leven in de gezondheidszorg

## Erkenning
- 2013: titularis van de Francqui-Leerstoel
- 2017: titularis van de Francqui-Leerstoel
- Ere-president van de International Society for Pharmacoeconomics and Outcomes Research (ISPOR)
- 2021: Prijs voor de Vrijheid (Libera!) omdat hij tijdens de coronacrisis herhaaldelijk het nut van de strenge maatregelen in twijfel trok.[10]

- Library of Congress Control Number: n2016180870
- Nederlandse Thesaurus van Auteursnamen: 174237367
- ORCID: 0000-0001-8305-7210
- Système universitaire de documentation: 137623461
- Virtual International Authority File: 290255760